# اسکات جاپلین

اسکات جاپلین ‎/ˈdʒɒplɪn/‎ (به انگلیسی: Scott Joplin) (زادهٔ ۱۸۶۷/۱۸۶۸؟ – درگذشتهٔ ۱ آوریل ۱۹۱۷) ترانه‌سرا، آهنگساز، و نوازنده پیانو آمریکایی بود که برای ساخت قطعهٔ چهل قطعه موسیقی در سبک رگتایم به شهرت رسید و به سلطان رگتایم ملقب شد. از او همچنین یک باله رگتایم و و دو اوپرا نیز به جا مانده است. از آثار مشهورش می‌توان رَگِ برگِ افرا و سرگرم‌ساز را نام برد.